# Stutensee
Stutensee város Németország délnyugati részén, Baden-Württemberg tartományban, a Rajna (Rhein) mellett. A település több mint 22 000 főt számlál. Összesen öt településből, Blankenlochból, Friedrichstalból, Spöckből, Staffortból és Büchigből áll. Ezek közül Blankenloch a legnagyobb, ami meghaladja a 10 000 főt.

## Története
Stutensee-t az önkormányzati reform hozta létre az 1970-es években, pontosan 1975 január elsején, öt településből: Blankenlochból, Friedrichstalból, Spockból, Staffordból és Büchigből.
Spöck-ot először 865-ben említik, mint Specchaa, Staffortot 1110-ben mint Stafphort, Blankenloch-ot 1337-ben mint Blankelach, Büchiget pedig 1373-ban mint Buchech.
Friedrichstalt viszont vallási menekültek (hugenották) alapították, akik Észak-Franciaországból, Belgiumból és Svájcból jöttek. 1699-ben létrejött a Hardtwald. Mind az öt falu a Baden-Durlach-i grófság része volt.

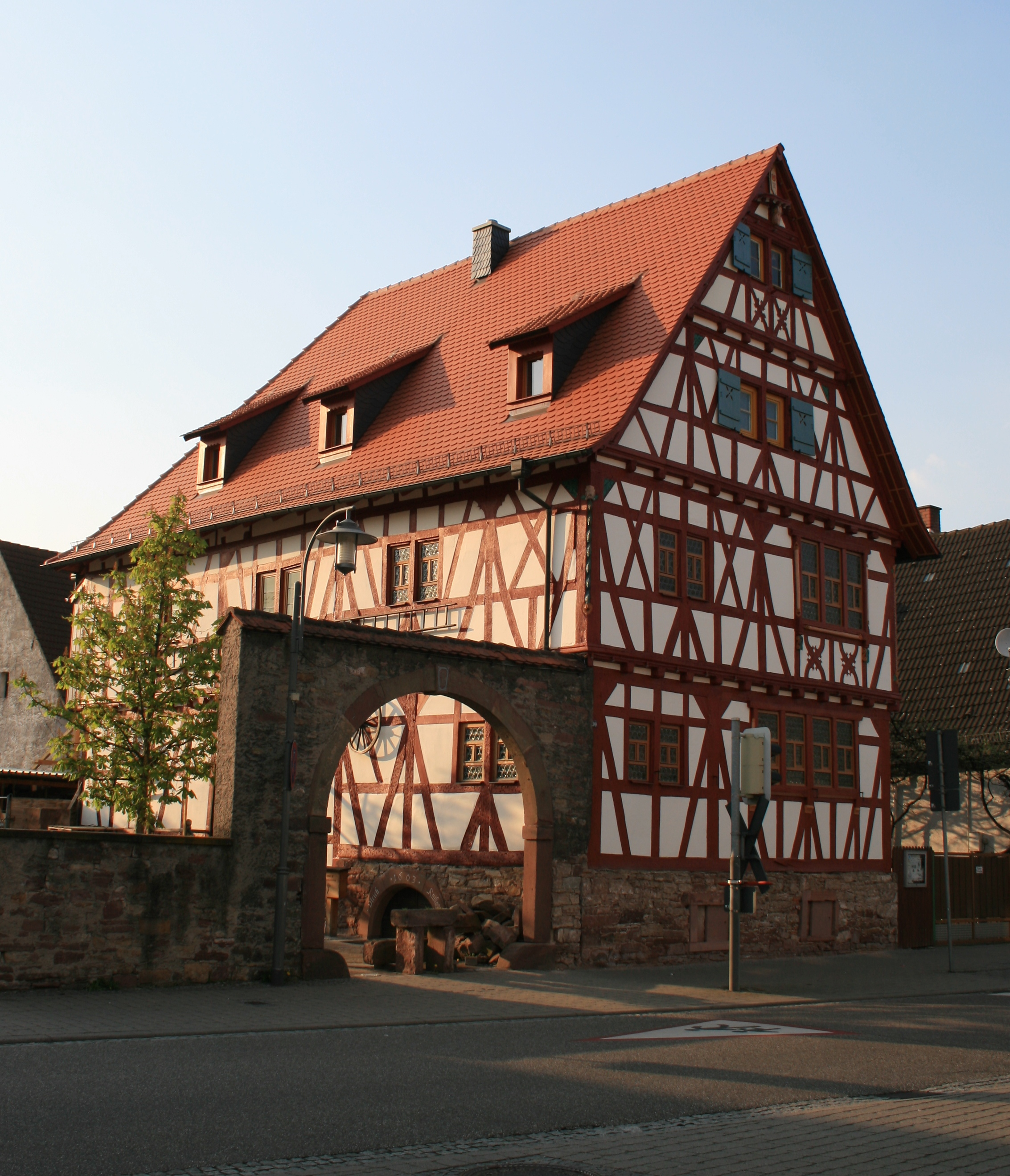
A Kerns Max ház Blankenloch-ban

## Vallás
A város a környező területekkel együtt eredetileg a Speyeri Egyházmegyéhez tartozott. Politikailag az egész környéken a reformáció terjedt el (evangélikus vallás). Ezért ez a környék évszázadokon keresztül protestáns maradt, ezért csak három plébánia volt: a Blankenlochi, a Spöcki és a Friedrichstali. Először a XX. században létesült önálló plébánia Büchigen (Szent Lélek plébánia).
Ezenkívül Stutensee különféle közösségeknek, szabad egyházaknak is otthont nyújt. Ilyenek a baptisták, az Egyesült metodista egyház Blankenloch-ban, valamint két Liebenzeller közösség (Blankenloch és Staffort). Napjainkban mind az öt településen egy evangélikus és egy katolikus templom található.

## Demográfia
| Népesség | Lélekszám |
| -------- | --------- |
| 1975     | 16 748    |
| 1980     | 18 404    |
| 1985     | 19 060    |
| 1987     | 18 932    |
| 1990     | 20 064    |
| 1995     | 20 589    |
| 2000     | 21 794    |
| 2005     | 23 132    |

## Polgármesterek
- 1975: Hubert Hornung
- 1975-1991: Richard Recht
- 1991-2018: Klaus Demal
- 2018-tól: Petra Becker

## Testvérvárosai
- Saint-Riquier (Franciaország), 1982
- Tolna (Magyarország), 1990

## Oktatás
Stutensee-ben a következő iskolák üzemelnek: Erich Kästner Reáliskola, Thomas Mann Főiskola, Pestalozzi Általános-és Középiskola, ezek Blankenlochban. A Theodor-Heuss Iskola Büchigben, Friedrichstalban a Friedrich-Magnus Alap-és Középfokú Iskola. Spöckben pedig a Richard Hecht Általános Iskola és Főiskola, Staffortban pedig a Drais Általános Iskola található. Emellett 6 protestáns és három római katolikus óvoda üzemel.

## Múzeumok
- Hugenotta Múzeum
- Településmúzeumok (Kerns-Max-ház, Blankenloch; Büchig; Friedrichstal)

## Épületek
- Stutensee-i vár

## Evangélikus templomok
- Michaelis templom, Blankenloch
- Friedrichstali evangélikus templom
- Spöcki evangélikus templom
- Evangélikus egyház, Staffort

## Katolikus templomok
- Szent József templom, Blankenloch
- Szent Erzsébet templom, Friedrichstal
- Szent György templom, Spöck
- Szent Wolfgang templom, Staffort
- Szentlélek templom, Büchig

## Képgaléria

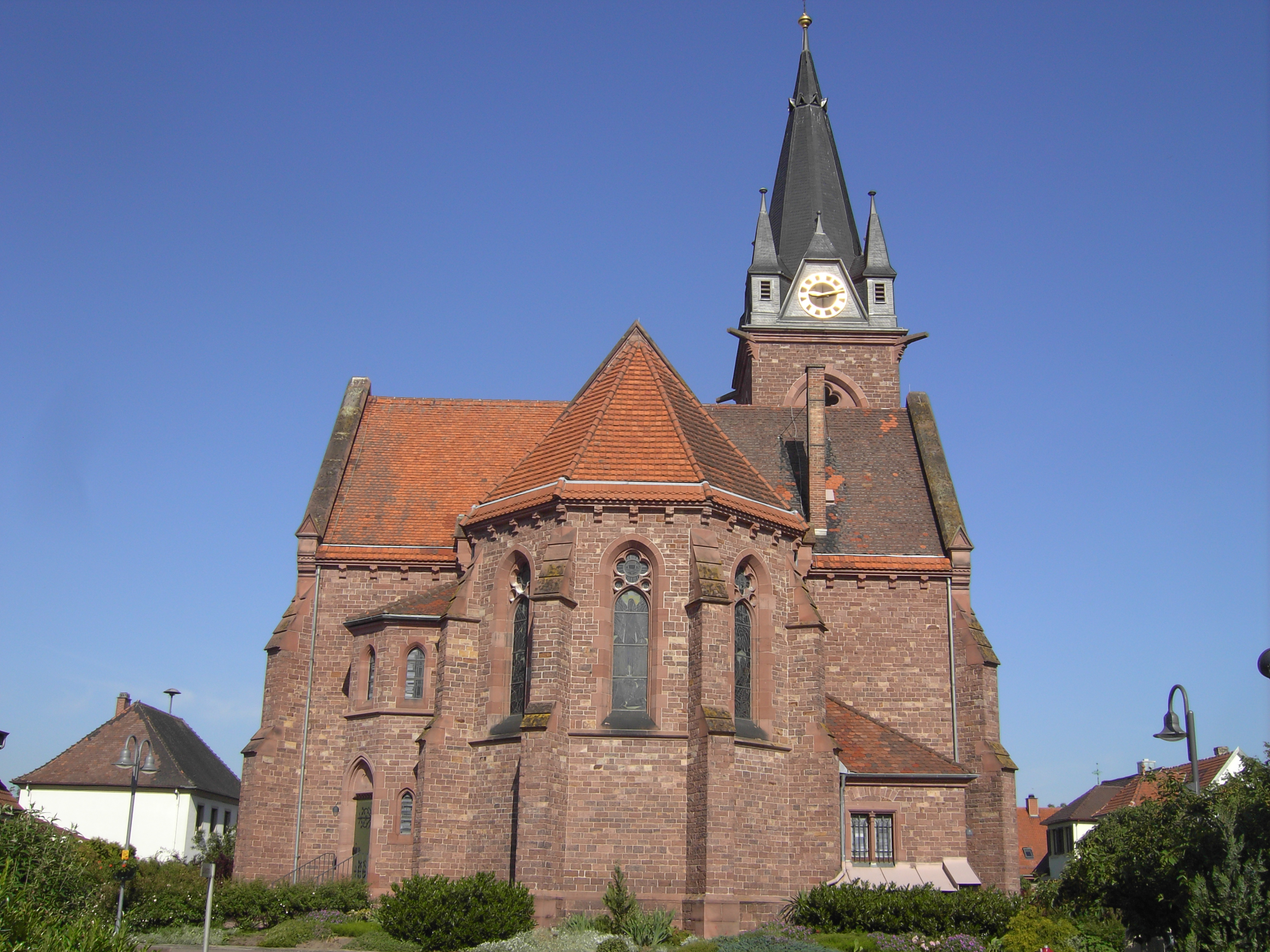
A stafforti evangélikus templom
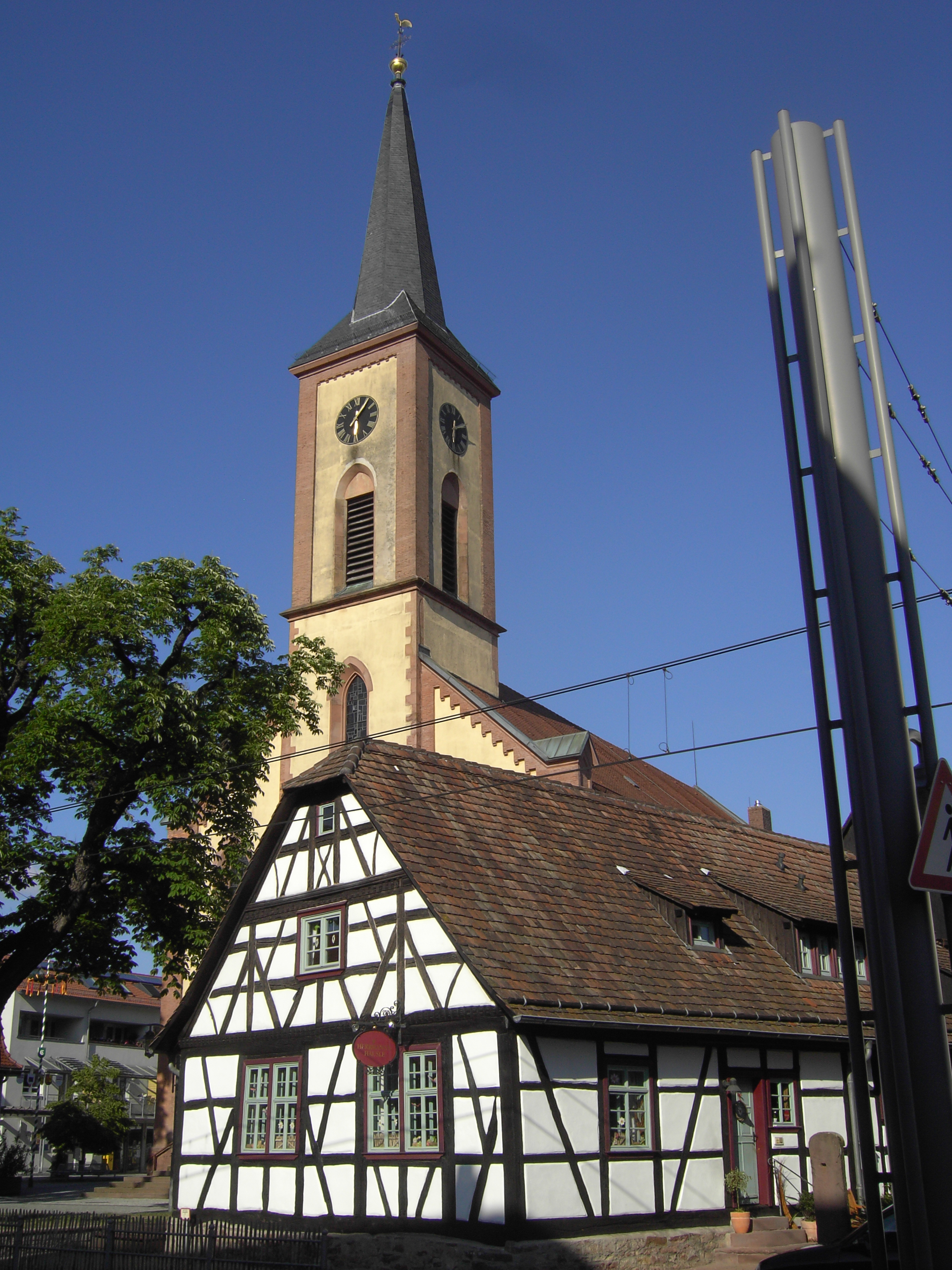
A blankenlochi Hermannshaus a blankenlochi templommal
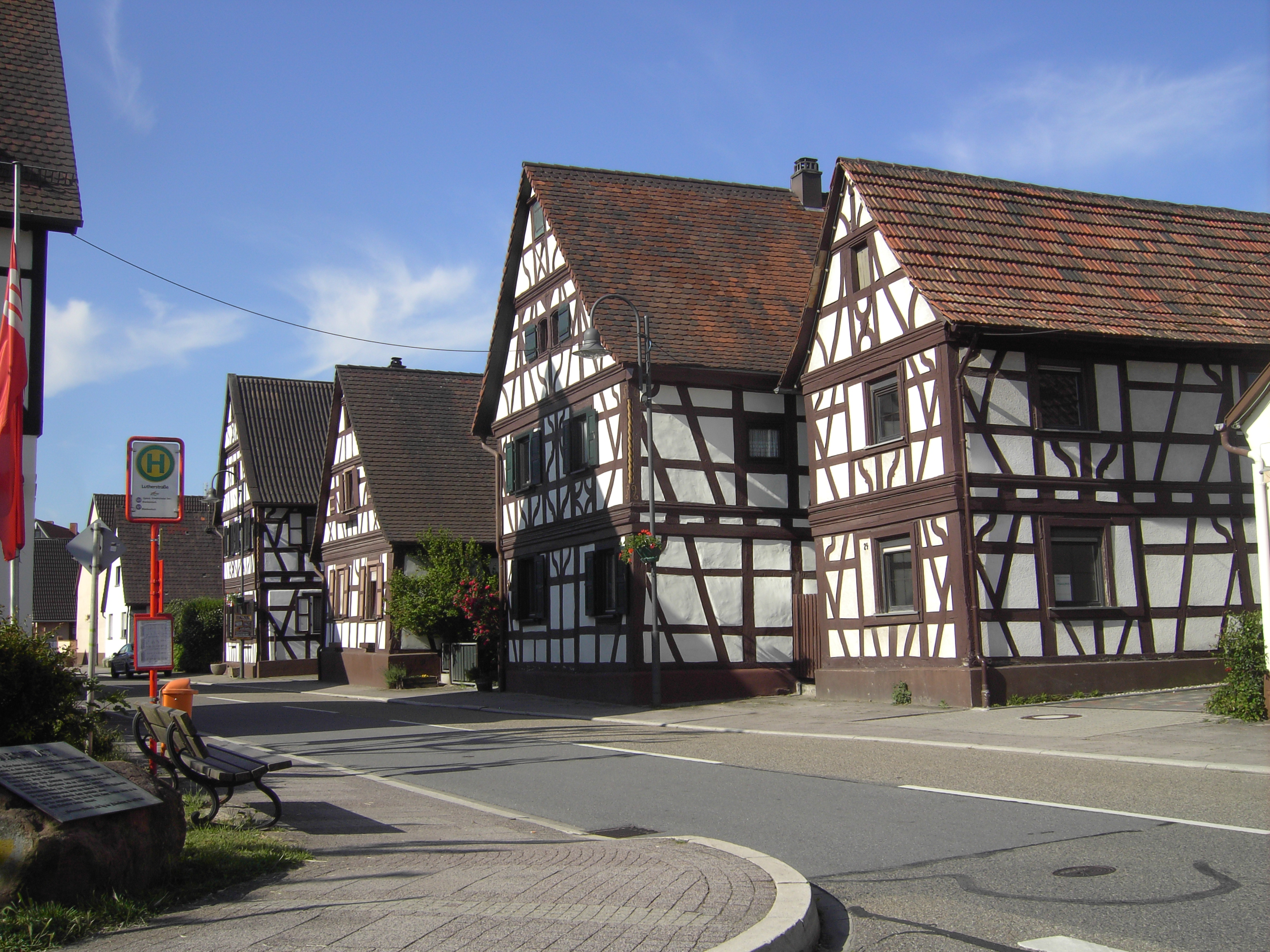
Hanza házak
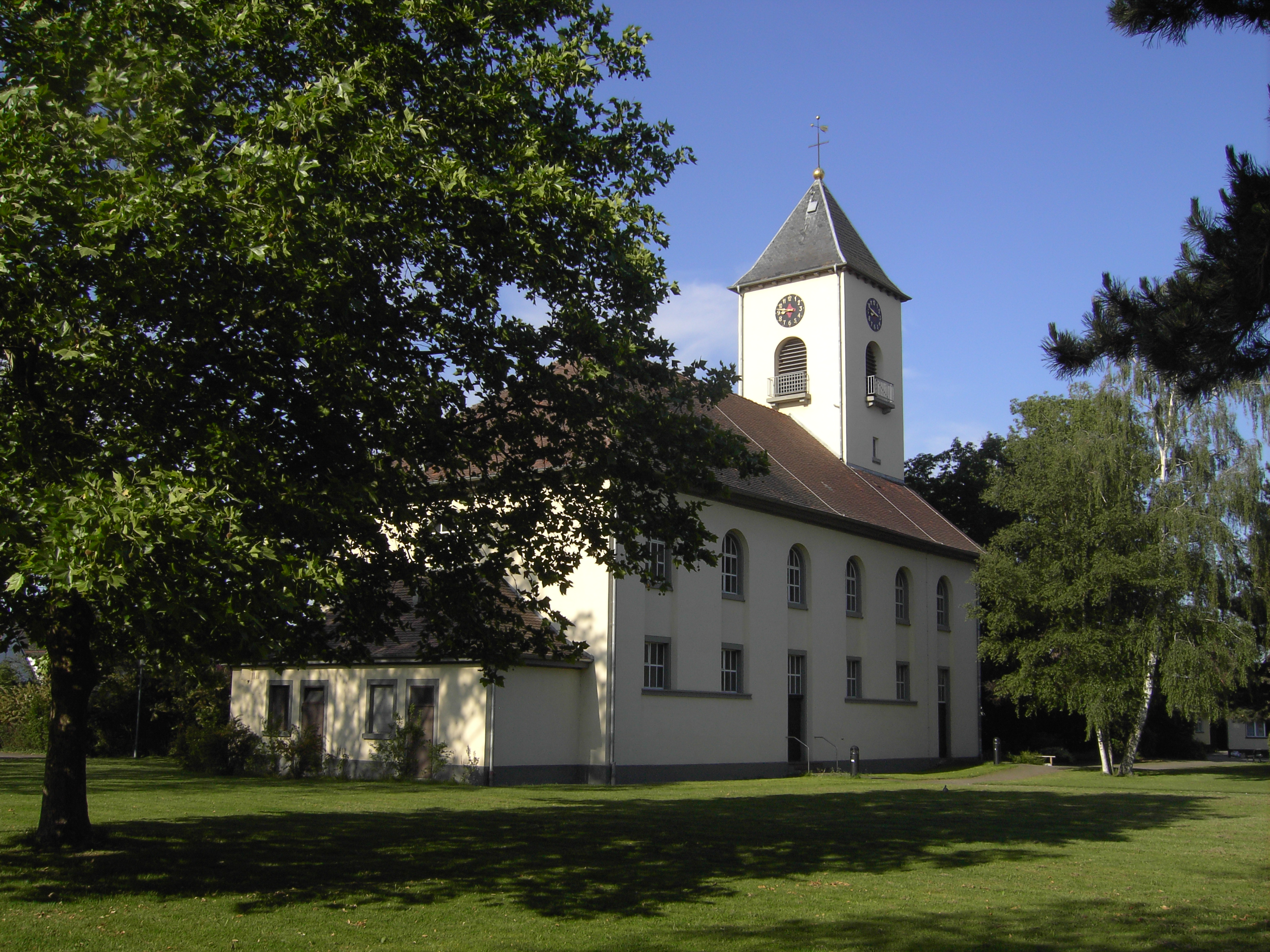
A friedrichstali evangélikus templom